# Stangeria
Genre
Le genre Stangeria est un genre de Cycadophytes. Il était placé dans une famille à part entière (Stangeriaceae) comprenant deux genres (Stangeria et Bowenia). Après des études phylogénétiques, elle a été supprimée et son contenu placé dans la grande famille des Zamiaceae.

## Genre
Stangeria T.Moore, 1853 : avec l'unique espèce Stangeria eriopus originaire des forêts côtières d'Afrique du Sud et du Mozambique, un cycas qui a longtemps été interprété comme étant une fougère.

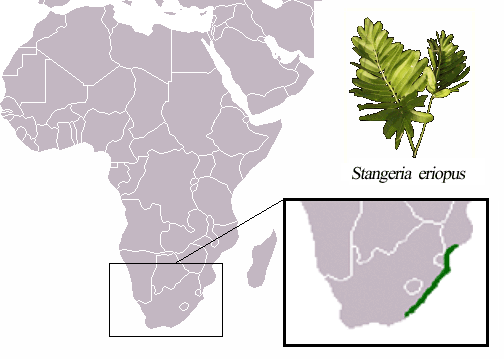
Aire de répartition